# Prasat Nong Hong

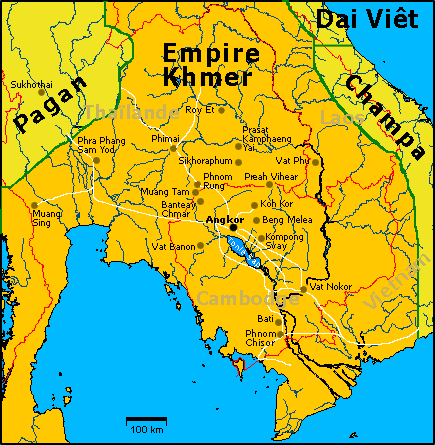
Principaux sites khmers

Le Prasat Nong Hong est un sanctuaire khmer situé en Thaïlande, amphoe Non Din Daeng, province de Buriram. C'est un ensemble de trois tours en briques, face à l'est, et reposant sur une plateforme unique en latérite. Les trois tours sont de plan carré, de type à redents, la tour centrale étant la plus grande. En face de la tour sud, on trouve les ruines d'un petit bâtiment, peut-être un bannalai. L'ensemble est entouré d'un mur de latérite percé de deux entrées, une à l'est, l'autre à l'ouest. D'après le type de décoration et l'architecture, ce sanctuaire est de style Baphuon et daterait du XIe siècle.

## Photographies

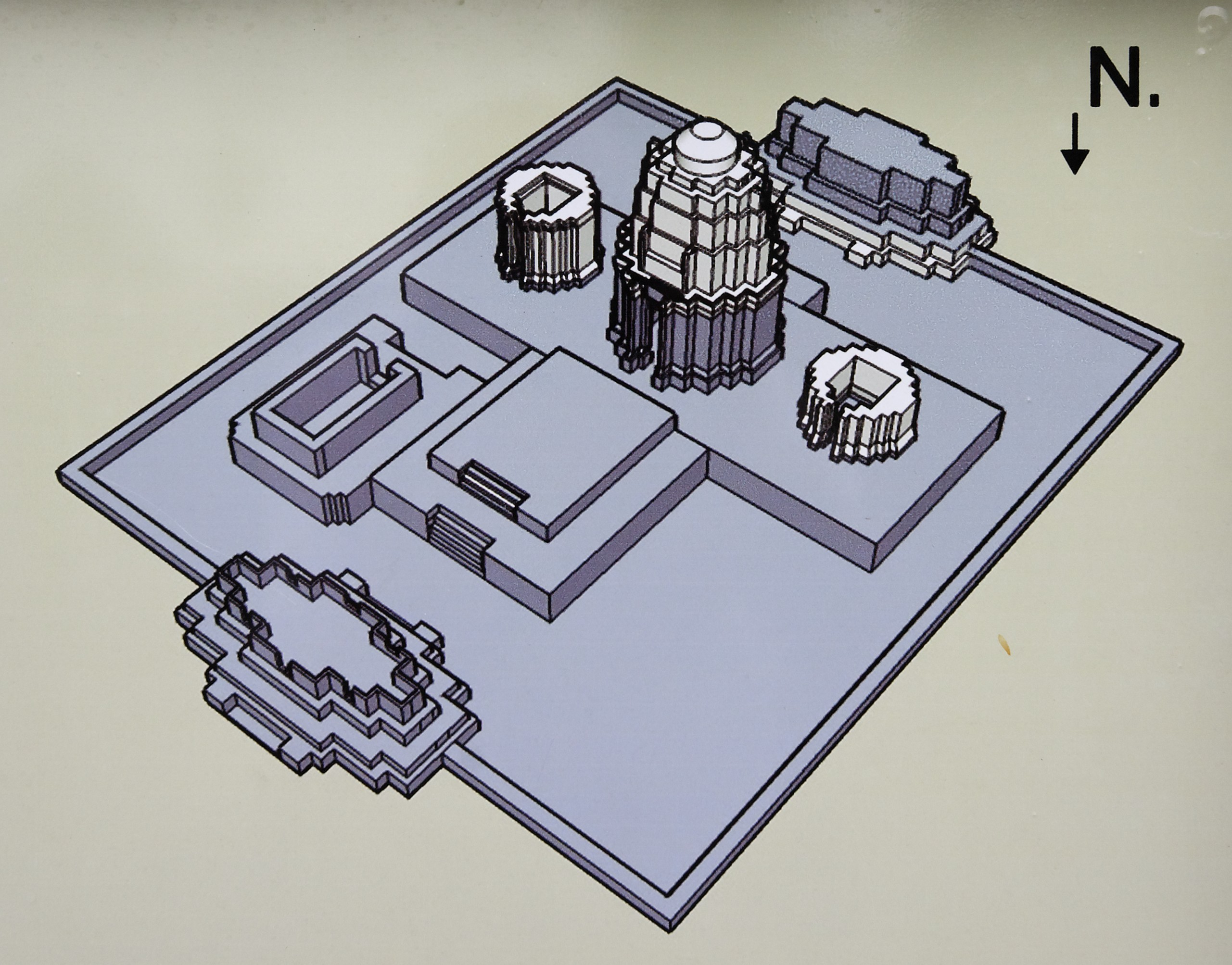
Plan du site
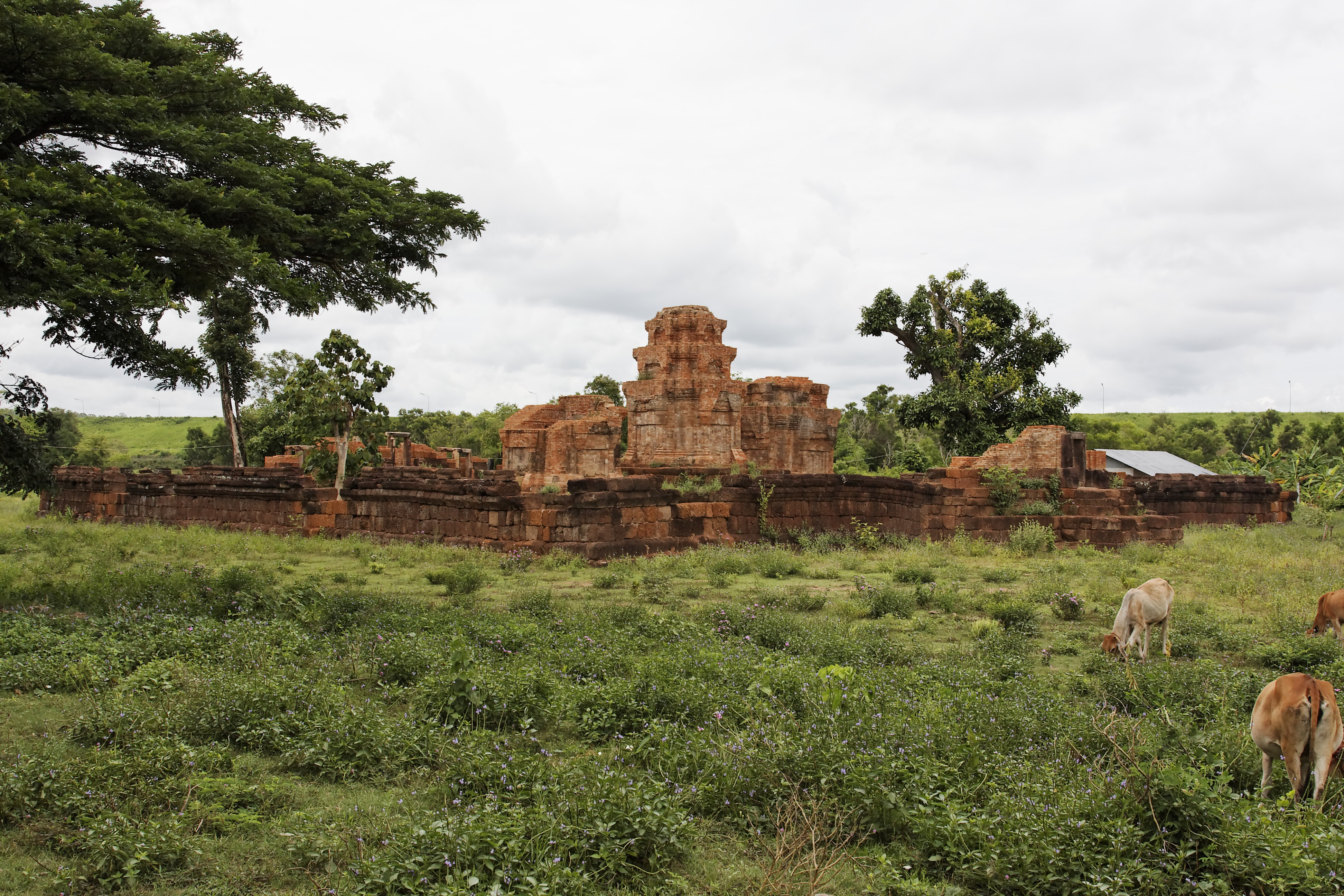
Vue d'ensemble du sud-est
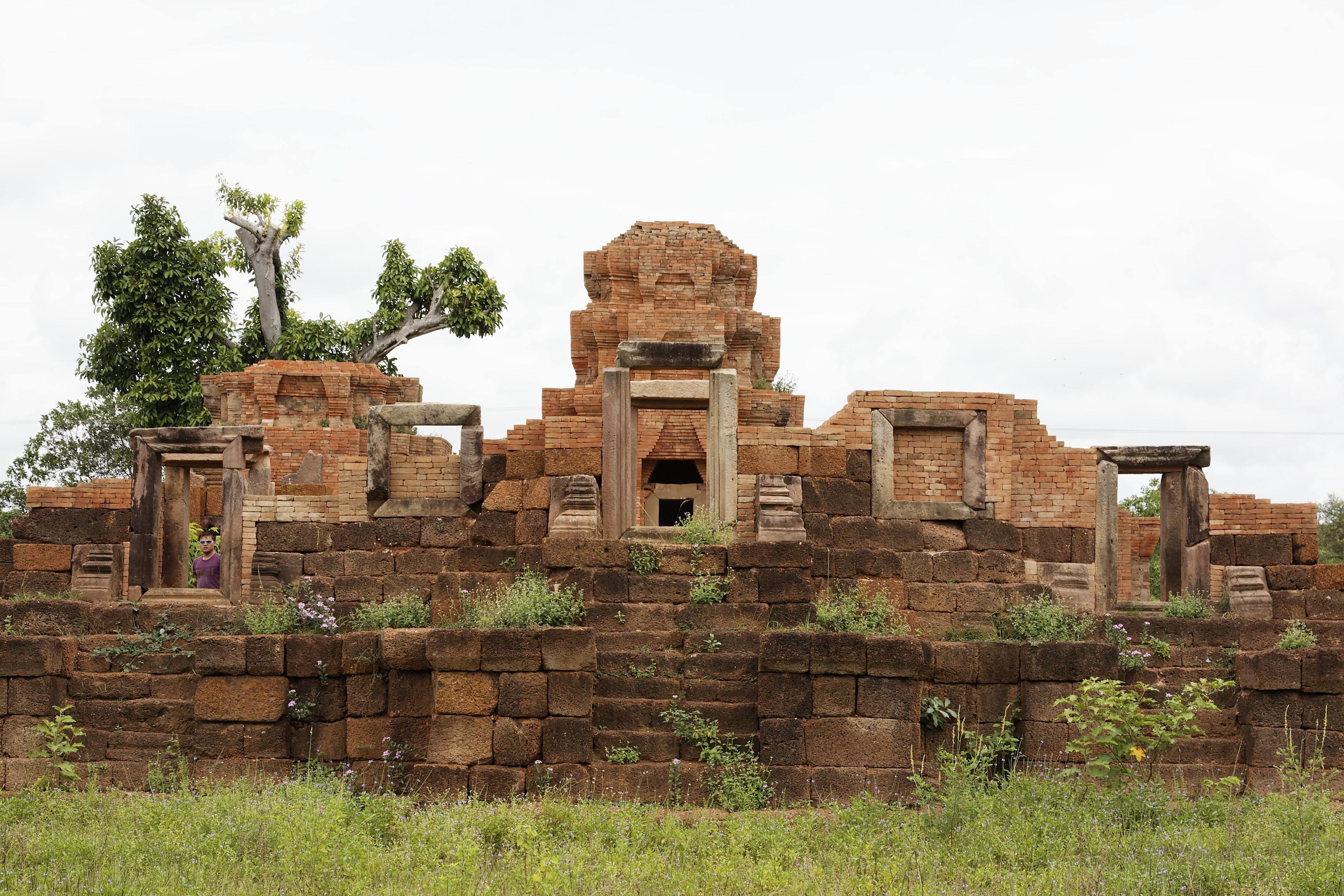
Vue depuis le gopura est (vue axiale)
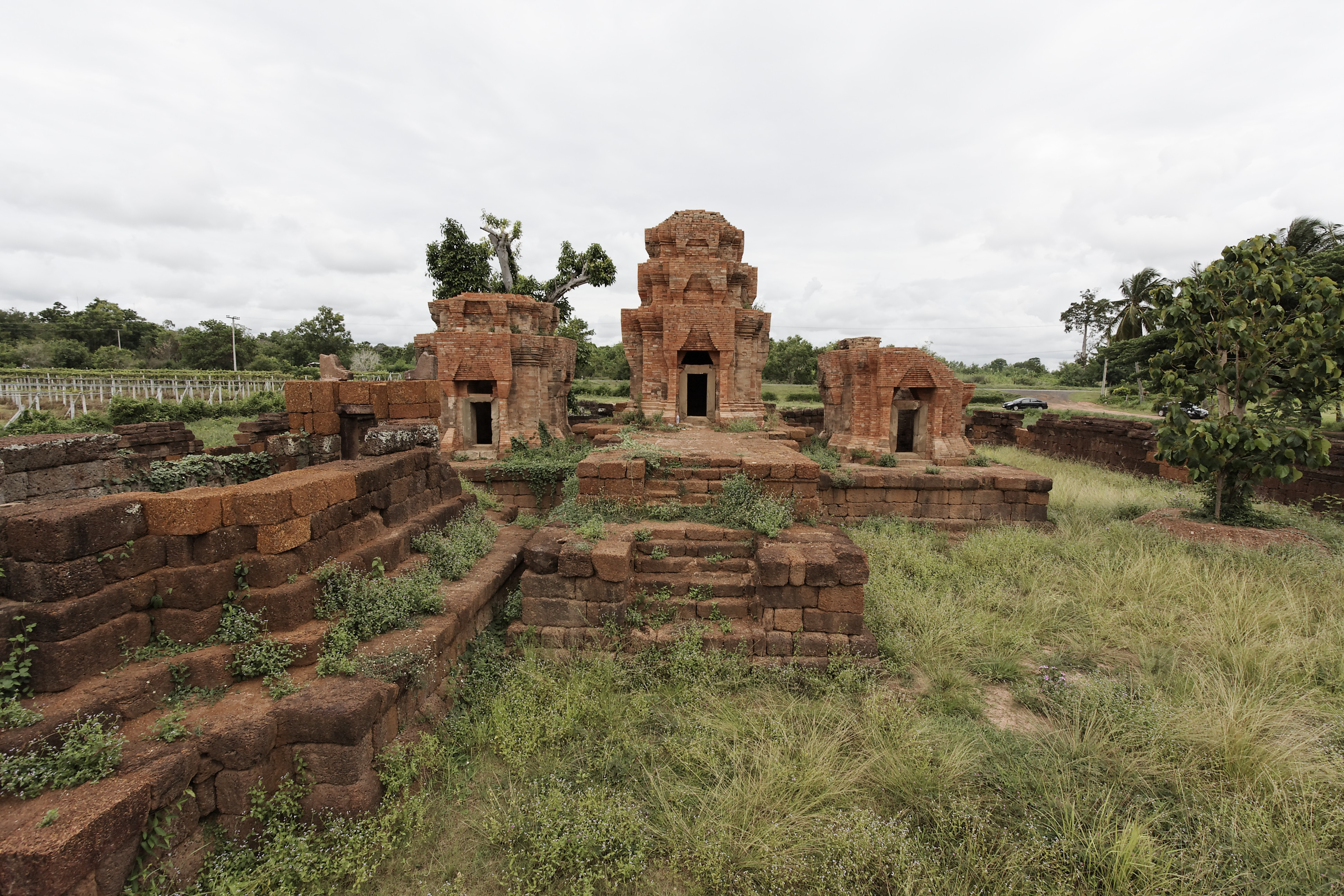
Vue depuis le gopura est
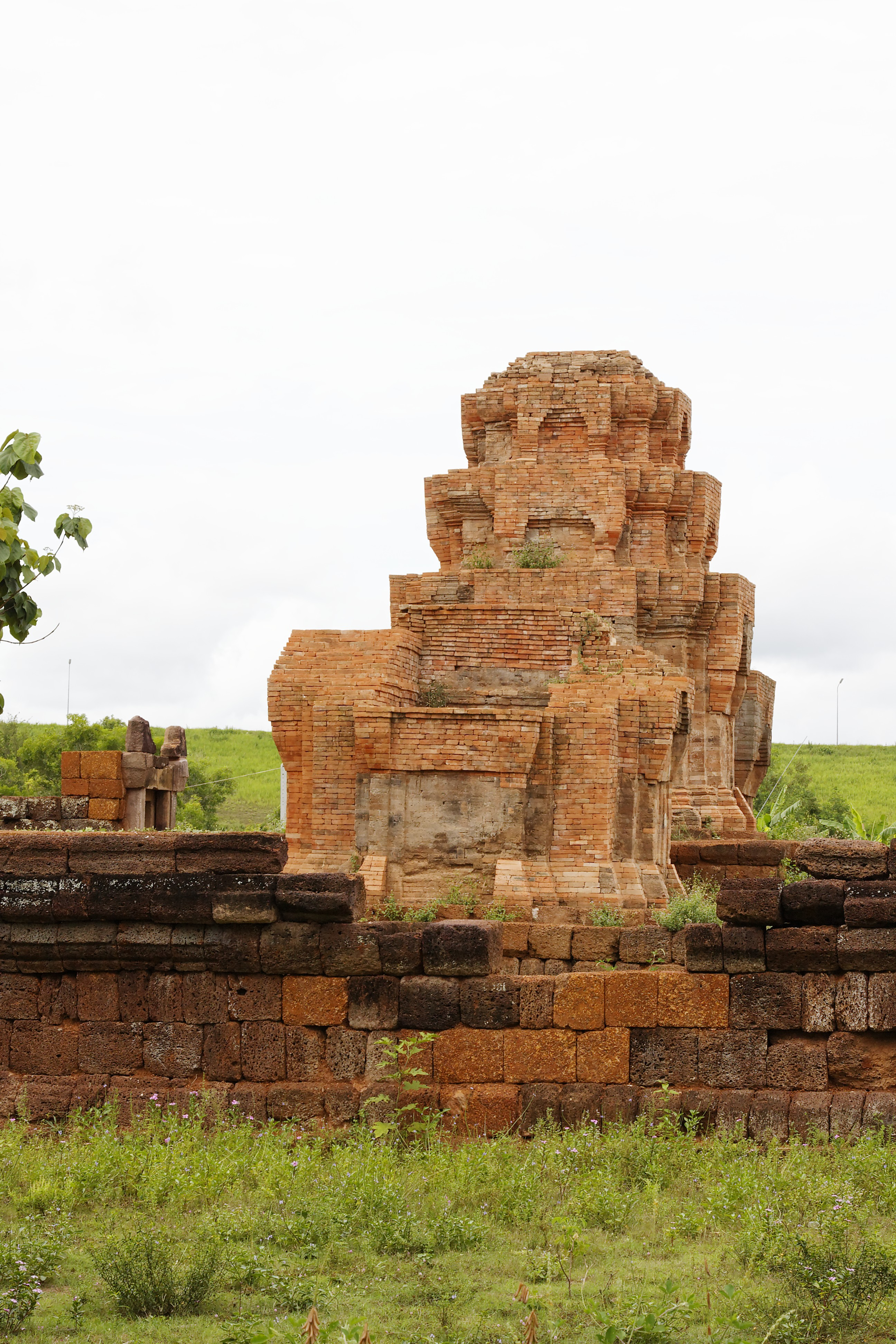
La tour principale